# ADM-Aeolus
ADM-Aeolus（エーディーエム・アイオロス）は、欧州宇宙機関 (ESA) の地球観測衛星。
測風を目的としてライダーを搭載した史上初の人工衛星であり、2018年から2023年にかけて高度30kmまでの地球全球の風を宇宙から紫外線レーザーで観測した。名称のADMは大気力学ミッション (Atmospheric Dynamics Mission) を意味し、Aeolusはギリシア神話の風神アイオロスから名付けられている。

## 概要
ADM-AeolusはESAの地球観測計画「Living Planet Programme」の一環をなす人工衛星として1999年に選定された。衛星軌道上からライダーを用いて行う観測で、地球全球について地表から高度30kmまでの三次元的な風向・風速データを取得する。地上から行われる既存の風測定手段は、観測所の数が限られ地域的分布にも偏りがあるが、その制約のない宇宙からの測風技術を本衛星によって確立することにより、長期的な気候変動モデル構築から短期的な気象予報にいたるまで数値予報の精度向上に寄与することが期待された。設計寿命は3年、衛星の製造に要した費用は約5億6000万ドルで、当初の主契約社はEADS アストリアムであったが2013年の企業合併に伴いエアバス・ディフェンス・アンド・スペースに引き継がれた。
搭載する新しいコンセプトの観測装置ALADINの実現には様々な技術的困難を伴い、開発スケジュールの延期を繰り返した結果Aeolusの打ち上げは当初予定の2007年から大きく遅れて2018年となった。世界風の日である6月15日にフランスを出港した衛星はギアナ宇宙センターに搬入後、8月22日にヴェガロケットによって打ち上げが行われ。地球の明暗境界線上を周回する高度320kmの太陽同期軌道（回帰日数7日）に投入された。ミッションコントロールはダルムシュタットの欧州宇宙運用センター(ESOC)がキルナ地上局の送受信設備を通じて行い、観測データの受信はスヴァールバル地上局が担当した。
Aeolusは当初予定の3年を18ヵ月越えて観測を続け、その期間に送出したレーザーパルスは70億に上った。しかし軌道を維持する燃料が尽きてきたため2023年4月30日をもって観測を終了。その後衛星を安全に処分するため残りの燃料を使って軌道が引き下げられ、2023年7月28日に南極上空で大気圏に再突入した。英国のコンサルティング会社ロンドン・エコノミクスの調査によると、Aeolusによる観測データは気象予報の改善と気候変動モデルの理解に大きく貢献し35億ユーロに及ぶ利益を欧州にもたらした。欧州宇宙機関は欧州気象衛星開発機構（EUMETSAT）と協力して後継ミッションのAeolus-2を計画している。

## 観測機器
- 大気レーザードップラー測定装置 ALADIN (Atmospheric Laser Doppler Instrument)
  - 衛星軌道からの測風用に設計されたドップラー・ライダー。Nd:YAGレーザーによって発振した波長1064nmの赤外線レーザーを、非線形光学結晶を用いて波長355nmの紫外線レーザーに波長変換し、衛星の進行方向に対して斜め右下方（オフナディア角35度、明暗境界線の夜側）へ向け照射する。レーザーに照らされた大気中のダストや水滴の後方散乱光を口径1.5mのカセグレン反射望遠鏡で観測し、そのドップラーシフトを2つのレーザー干渉計（フィゾー干渉計およびファブリ・ペロー干渉計）で計測することによって風向と風速を決定する。28秒周期で7秒のレーザー照射を行うことで1観測点の計測を行い、1日当たり3,200の観測点において測風を行う。データは1観測点について地表50kmの平均値として取得され、精度は風速2～3m/sで垂直解像度0.5～2km、観測から3時間以内に利用可能とすることを目標としている[6]。
  - ALADINはEADSアストリアムがフランスのトゥルーズ工場で開発し、レーザー送信機部分はイタリアのセレックスES社が担当する。実証試験にはドイツ航空宇宙センター(DLR)が協力しており、ALADINの航空機用デモンストレーターを用いた試験飛行を実施して、既存の風観測手段と比較する較正と性能検証を行った[7]。